# 岡本民夫
岡本 民夫（おかもと たみお、1936年5月17日 - 2024年12月11日）は、日本の社会福祉学者。同志社大学名誉教授。

## 略歴
和歌山県生まれ。1959年関西学院大学文学部社会事業学科卒業。浅香山病院勤務。1964年熊本短期大学講師、助教授、1974年教授、1980年同志社大学文学部教授、2007年定年退職、名誉教授。2016年11月、瑞宝中綬章受章。

## 著書
- 『ケースワーク研究』ミネルヴァ書房 1973
- 『福祉職員-研修のすすめ方』全国社会福祉協議会 1988

### 共編著
- 『医療福祉の研究』内田守共編 ミネルヴァ書房 1980
- 『介護概論 理論と実践のためのミニマム・エッセンシャルズ』久垣マサ子,奥田いさよ共編 川島書店 社会福祉士・介護福祉士養成テキスト 1989
- 『介護技術 基本の知識と技法の適用』共編 川島書店 社会福祉士・介護福祉士養成テキスト 1989
- 『介護福祉実習 系統的な実習マニュアル』奥田いさよ、久恒マサ子共編 川島書店 社会福祉士・介護福祉士養成テキスト 1990
- 『社会福祉援助技術総論 新しい理論とモデルによる体系的アプローチ』編 川島書店 社会福祉士・介護福祉士養成テキスト 1990
- 『社会福祉援助技術総論』小田兼三共編著 ミネルヴァ書房 Minerva社会福祉基本図書 1990
- 『障害形態別介護技術 特性に応じた専門知識と技術の習得』奥田いさよ、久恒マサ子共編 川島書店 社会福祉士・介護福祉士養成テキスト 1990
- 『社会福祉援助技術 実践に役立つ理論の展開』編著 川島書店 社会福祉士・介護福祉士養成テキスト 1995
- 『社会福祉援助技術演習 実践に必要な柔軟な応用思考・動作の訓練』編著 川島書店 社会福祉士・介護福祉士養成テキスト 1995
- 『社会福祉』編著 医学出版社 1996
- 『社会福祉援助技術論』成清美治,小山隆共編著 学文社 1997
- 『福祉情報化入門』森本佳樹、高橋紘士、生田正幸共編 有斐閣 1997
- 『介護福祉入門』井上千津子共編 有斐閣アルマ 1999
- 『社会福祉入門』三ッ木任一共編著 放送大学教育振興会 2000
- 『社会福祉士養成テキストブック 社会福祉原論』小林良二,高田眞治共編著 ミネルヴァ書房 2002
- 『社会福祉入門』改訂版 永岡正己,奈倉道隆共編著 放送大学教育振興会 2004
- 『ソーシャルワークの技能 その概念と実践』平塚良子共編著 ミネルヴァ書房 Minerva福祉ライブラリー 2004
- 『長寿社会を拓く いきいき市民の時代』冨士谷あつ子共編著 ミネルヴァ書房 2006
- 『エンサイクロペディア社会福祉学』仲村優一,一番ヶ瀬康子,右田紀久恵監修 田端光美,濱野一郎,古川孝順,宮田和明共編 中央法規出版 2007
- 『社会福祉原論』小林良二,高田眞治共編著 ミネルヴァ書房 新・社会福祉士養成テキストブック 2007
- 『新しいソーシャルワークの展開』平塚良子共編著 ミネルヴァ書房 2010

### 監修
- 『戦後日本ソーシャルワーク基本文献集』監修 日本図書センター 2011

## 参考
- 『現代日本人名録』2002年